# Осиновка (Бокситогорский район)
Осиновка — деревня в Самойловском сельском поселении Бокситогорского района Ленинградской области.

## История
ОСИНОВКА — деревня Бельского общества, прихода Озерского погоста.

Крестьянских дворов — 13. Строений — 14, в том числе жилых — 13. Жители занимаются рубкой, возкой и сплавом леса. 

Число жителей деревни по семейным спискам 1879 г.: 17 м. п., 29 ж. п.; по приходским сведениям 1879 г.: 20 м. п., 31 ж. п.

В конце XIX — начале XX века деревня административно относилась к Деревской волости 5-го земского участка 3-го стана Тихвинского уезда Новгородской губернии.
В начале XX века в деревне находился жальник.

ОСИНОВКА — деревня Бельского общества, число дворов — 13, число домов — 21, число жителей: 38 м. п., 42 ж. п.; Занятия жителей: земледелие. Колодец. Часовня. (1910 год)

С 1917 по 1918 год деревня входила в состав Деревской волости Тихвинского уезда Новгородской губернии.
С 1918 года, в составе Череповецкой губернии.
С 1924 года, в составе Пикалёвской волости.
С 1927 года, в составе Пакшеевского сельсовета Пикалёвского района.
С 1928 года, в составе Окуловского сельсовета. В 1928 году население деревни составляло 100 человек.
С 1932 года, в составе Ефимовского района.
По данным 1933 года деревня Осиновка входила в состав Окуловского сельсовета Ефимовского района.
С 1952 года, в составе Бокситогорского района.
С 1963 года, вновь в составе Ефимовского района.
С 1965 года вновь в составе Бокситогорского района. В 1965 году население деревни составляло 18 человек.
По данным 1966 и 1973 годов деревня Осиновка также входила в состав Окуловского сельсовета.
По данным 1990 года деревня Осиновка входила в состав Самойловского сельсовета.
В 1997 году в деревне Осиновка Самойловской волости проживали 4 человека, в 2002 году — 2 (все русские).
В 2007 году в деревне Осиновка Самойловского СП проживали 2 человека, в 2010 году — 1.

## География
Деревня расположена в северо-западной части района к западу от автодороги 41К-035 (Большой Двор — Самойлово).
Расстояние до административного центра поселения — 13 км.
Расстояние до ближайшей железнодорожной станции Пикалёво на линии Волховстрой I — Вологда — 16 км.

## Демография
| 1997 | 2002 | 2007 | 2010 | 2017 |
| ---- | ---- | ---- | ---- | ---- |
| 4    | ↘2   | →2   | ↘1   | →1   |